# George Marthins
George Eric McCarthy Marthins (Chennai, 24 dicembre 1905 – Ottawa, 23 marzo 1989) è stato un hockeista su prato indiano.

## Palmarès

### Olimpiadi
- Oro a Amsterdam 1928 nell'hockey su prato.